# Xu Zhiyong
Xu Zhiyong (chinês: 许志永, pinyin: Xǔ Zhìyǒng) é um advogado e professor universitário chinês. Ele é um dos fundadores da ONG Iniciativa por uma Constituição Aberta e um dos principais nomes do movimento "novos cidadãos". Em janeiro de 2014, ele foi condenado a quatro anos de prisão por "perturbação da ordem pública".Um tribunal de Pequim condenou hoje o ativista político Xu Zhiyong, fundador do movimento civil "Novo Cidadão", que pede a transparência do governo, a quatro anos de prisão por "perturbação da ordem pública".